# Metaplasie
Metaplasie (meta = naast) is de reversibele verandering van het ene celtype naar het andere celtype op een plaats waar dat normaal niet voorkomt. Het is een reactie van het lichaam op een chronische, niet-fysiologische prikkel. Men ziet metaplasie bijvoorbeeld in de luchtwegen bij rokers. De prikkel is hier de tabaksrook. Het trilhaarepitheel van de trachea kan hier slecht tegen en het lichaam vervangt het na verloop van tijd door meerlagig plaveiselepitheel, omdat dit een betere bescherming biedt. 
Ook kan het voorkomen bij chronische terugvloeiing van maagzuur in de slokdarm (oesofageale reflux).
Het slokdarmweefsel kan hier niet tegen en door de veelvuldige irritatie van de slokdarm ontstaat na verloop van tijd eenzelfde soort epitheel als dat van de maagwand. Dit wordt een Barrett-slokdarm genoemd.
Een kwaadaardige (maligne) ontaarding van dit nieuw gevormde weefsel kan (in een beperkt aantal gevallen) het gevolg zijn. Een slokdarmspiegeling (gastroscopie) kan uitsluitsel geven over de vraag of er sprake is van metaplasie.
Metaplasie is een reversibel proces; als de prikkel wordt weggenomen kan de oorspronkelijke situatie terugkeren.